# 女子高等師範学校
女子高等師範学校（じょしこうとうしはんがっこう）は、近代の日本に存在した、官立の中等学校女子教員養成機関。「女高師」（じょこうし）と略される。

## 概要
- 明治中期から連合国軍占期にかけて各地に存在した女子高等師範学校の総称。最終的には東京女子高等師範学校、奈良女子高等師範学校、広島女子高等師範学校の3校が設けられていた（制度上、高等師範学校とは区別される）。第二次世界大戦後の学制改革では新制大学の母体となった。詳しくは師範学校を参照。
- 1890年（明治23年）に東京に設置された最初の女子高等師範学校の校名。1908年（明治41年）の奈良女子高等師範学校の設置に伴い、校名を東京女子高等師範学校と改称した。お茶の水女子大学の前身に当たる。詳しくは東京女子高等師範学校を参照。